# Az aranyember (film, 1962)
Az aranyember egy 1962-ben bemutatott színes, magyar romantikus film. Gertler Viktor alkotása Jókai Mór Az arany ember című regényének harmadik filmváltozata, melyben a magyar filmtörténet népszerű művészei szerepelnek. A címszerepet Csorba András erdélyi színész játszotta. Béres Ilona a forgatás idején még a Színművészeti Főiskolára járt. Latinovits Zoltán két év kényszerszünet után Krisztyán Tódor szerepében tért vissza a filmvászonra.
Az aranyember volt az első magyar szélesvásznú film, a forgatáshoz szükséges Agascope-kamerákat Svédországból kölcsönözték. A dunai felvételeknél a Magyar Hajózás működött közre.
A produkció olyan kiugró közönségsikert aratott, hogy a következő években további Jókai-regényeket filmesítettek meg egy másik biztos kezű rendező, Várkonyi Zoltán irányításával. Az aranyembert a mozik 1974-ben újra műsorra tűzték, és a televízió is többször sugározta. Az ősbemutató óta eltelt évtizedek alatt több millió néző látta, és ezzel az eredménnyel a legnépszerűbb és legnézettebb magyar filmek élvonalába tartozik.

## A cselekmény
|  | Alább a cselekmény részletei következnek! |

Az Al-Dunán hajózó Szent Borbála nevű teherhajót egy török ágyúnaszád veszi üldözőbe. A magyar hajó egyik utasa magához kéreti a kapitányt, Timár Mihályt. Elárulja neki, hogy valódi neve Ali Csorbadzsi: a török szultán főkincstárnoka volt. Lányával, Tímeával együtt megszökött a szultán udvarából, mert az uralkodó meg akarta kaparintani a vagyonát, Tímeát pedig a háremébe akarta vitetni. Ali Csorbadzsi mérget vett be, hogy megmentse lánya életét. Szerinte Tímea csak úgy menekülhet meg, ha nem tudják bebizonyítani, hogy kinek a lánya. A török férfi 1000 aranyat bíz Timárra, és arra kéri, hogy a pénzt Tímeával együtt vigye el a Szent Borbála tulajdonosához, a komáromi Brazovics Atanázhoz, aki távoli rokona. Brazovics a pénzt használja fel a lány érdekében. Ali Csorbadzsi a vörös félholdról akarna még mondani valamit, de ereje végleg elhagyja, és meghal. A Szent Borbála kiköt egy közeli szigeten, amelyen csupán két nő él: Teréza mama és lánya, Noémi. Teréza mama szívélyesen fogadja a váratlan vendégeket, Noémi azonban barátságtalanul viselkedik Tímeával. Váratlanul megjelenik egy harsány férfi, Krisztyán Tódor, aki Noémi vőlegényeként mutatkozik be. Este Timár akaratlanul meghallja Teréza mama és Krisztyán vitáját. A kapitány később megtudja, hogy a férfi azzal zsarolja az asszonyt, hogy bejelenti a szigetet az osztrák és a török hatóságoknál. A Szent Borbála még aznap éjjel elhajózik a szigetről. Másnap reggel tőkére fut, és elsüllyed. Timár kimenti Tímeát, sőt még az értékes ládikóért is visszaúszik a roncshoz.
Komáromban Brazovics barátságtalanul fogadja a kapitányt. Az újságokból ugyanis már értesült arról, hogy hajóján utazott Ali Csorbadzsi. Brazovics kevesli azt az 1000 aranyat, melyet Timár átad neki. Szerinte a kapitány ellopta a többit, és valószínűleg mindenki részeg volt, amikor a Szent Borbála elsüllyedt. Természetesen megígéri, hogy Tímeával úgy fog bánni, mint ha a saját lánya lenne. Timár azt javasolja Brazovicsnak, hogy bízza meg őt a rakomány kimentésével, mielőtt az értékes gabona a víz alatt teljesen tönkremenne. A kapitány később találkozik jó barátjával, Kacsuka Imre főhadnaggyal. Beszélgetésük során Kacsuka nem csinál titkot abból, hogy elsősorban érdekből akarja elvenni Brazovics lányát, a szépséges Athalie-t. A főhadnagy üzletet ajánl Timárnak, amellyel egyikőjük sem járna rosszul. Egyébként is itt az ideje, hogy a hajóskapitányból végre úr legyen, ne csak szolga. Timár a Brazovicstól kapott megbízásnak megfelelően kimenti a Szent Borbála rakományát. Az egyik zsákon egy vörös félholdat pillant meg. Eszébe jutnak a haldokló Ali Csorbadzsi szavai. A zsákban értékes kincseket talál, az egykori főkincstárnok vagyonát. Ezalatt a Brazovics-házban lényegében cselédként bánnak Tímeával, akinek ki kell szolgálnia Athalie-t, és részt kell vennie a házimunkákban is. Timár immár gazdag emberként látogat el egykori gazdája házába. Brazovicsnak üzleti gondjai támadtak, szívélyesen fogadja tehát meggazdagodott egykori alkalmazottját. Még azt is felajánlja, hogy tegezze őt, és szólítsa ezentúl Tanaszinak. Persze tudni szeretné, hogyan gazdagodott meg ilyen gyorsan Timár. Az egykori hajóskapitány részegnek tetteti magát, és azt állítja, hogy mindent a szétázott gabonának köszönhet, melyet jó haszonnal adott el a hadseregnek. Nincs oka attól félni, hogy felelősségre vonják, hiszen az egész parancsnokság a zsebében van, a rossz minőségű kenyeret pedig a közkatonák már régen megették.
Az ügy rövidesen a katonai törvényszék elé kerül: nem nehéz kitalálni, ki lehetett a feljelentő. A beidézett tanúk azonban mind Timár mellett vallanak: a parasztok, a molnárok, de még a katonák is. Egyikőjük kijelenti, hogy az ilyen ember egy arany ember, és ezzel mindenki egyetért. Timár nem kíván elégtételt venni a bírósági eljárás miatt, de megvan a maga terve arra, hogyan tegye tönkre Brazovicsot. Felajánlja szolgálatait a miniszternek – persze azt is tudja, mivel lehet a kegyelmes úr kedvében járni –, és a maga oldalára állítja Sándorovics Cirill főtisztelendő urat is. A Brazovics-házhoz váratlanul látogatóba érkezik Kacsuka, aki csupán Zófi mamát – Brazovics feleségét – és Tímeát találja otthon, őket is a konyhában. A délceg főhadnagy azzal bókol a török lánynak, hogy leeresztett hajjal különösen szépnek találta őt. Kacsuka távozása után Tímea boldogan ereszti le a haját, és nem törődik azzal, mit fog ehhez szólni Athalie. Vacsorára nemcsak Kacsuka teszi ismét tiszteletét Brazovicséknál, hanem látogatóba érkezik Timár is. Athalie ártalmatlan tréfaként mesél arról, hogy miként járatja a bolondját Tímeával, aki törve beszéli még csak a magyar nyelvet, és az ő egyik régi farsangi ruháját viseli a legszívesebben. Zófi mama színlelt sajnálkozással közli Timárral, hogy a szegény árva tönkrement, mivel Brazovics úr megpróbálta megfialtatni a lányka 1000 aranyát, de az illető, aki magas kamatra kölcsön kapta a pénzt, sajnos tönkrement. Athalie újabb tréfát eszel ki Tímea ellen. Arra kéri Kacsukát, hogy udvaroljon a lánynak. Kacsuka eleget tesz a kérésnek, hiszen valóban tetszik neki Tímea. Timárnak viszont egyáltalán nem tetszik ez a megalázó komédia, de nem avatkozik közbe. Lefekvéskor Athalie azt hazudja Tímeának, hogy a főhadnagy megkérte a kezét: Tímeából menyasszony lesz. Természetesen valami nagyon szépet kell hímeznie az esküvői fátylára. A naiv teremtés az elkövetkezendő napokban minden szabad idejét a fátyol hímzésével tölti.

Brazovics úr rossz hírt kap (Hlatky László és Greguss Zoltán)

Brazovics és Timár között végleg megromlik a viszony. A kereskedő azt hiszi, Timár Athalie miatt oly gyakori vendég a házában, ám az egykori hajóskapitány kijelenti, hogy őt Tímea sorsa érdekli. Szerinte Brazovicsék cudarul bánnak a lánnyal, kiforgatták a vagyonából és folyamatosan gúnyt űznek belőle. Brazovics kiutasítja a házából Timárt. A férfi fondorlatos módon teszi tönkre egykori főnökét. Tudja, hogy Brazovics telekspekulációba kezdett, földet vásárolt Monostoron abban a reményben, hogy hamarosan magas haszonnal adhatja majd el az államnak. Timár azonban azt javasolja a miniszternek, hogy takarékossági okokból az állam ne egyszerre vásárolja meg a szükséges földeket, hanem több évre ütemezve. Kezdje a kisajátítást például a Csallóközben, és fejezze majd be mondjuk Monostoron. Elérkezik az esküvő napja. Tímea csak ekkor tudja meg, hogy nem ő, hanem Athalie áll majd az oltár elé Kacsukával a török lány által hímzett fátyolban. Brazovics ezen a napon értesül arról, hogy az állam a földek megvásárlását úgy ütemezte, hogy Monostorra csak 20 év múlva kerül sor. A kereskedő minden pénzét a telekvásárlásba fektette, ez a hír tehát számára a csődöt jelenti. Az idős férfi rosszul lesz, és meghal. Athalie esküvője természetesen elmarad. Kacsuka visszaküldi a lány jegygyűrűjét. A százezer forintos hozomány nélkül a tiszt számára semmi értelme sincs az esküvőnek. Egyik este Athalie titokban felkeresi őt, és a szerelméért esdekel. Megemlíti, hogy van egy gazdag rokona, aki után örökölhet majd. A főhadnagy hűvösen viselkedik volt menyasszonyával, akinek azt tanácsolja, hogy utazzon Belgrádba, az ottani rokonaihoz. Athalie megalázva távozik.
A Brazovics-házat megrohanják a hitelezők. Zófi mama próbálja menteni, ami még megmaradt: az ezüst evőeszközöket elrejti a ruhájában, miközben azon siránkozik, hogy mi lesz velük. Váratlanul megjelenik Timár. Jó híreket hozott. Kifizette Brazovics összes hitelezőjét. A ház immár Tímea tulajdona. A férfi feleségül kéri a török lányt. Tímea igent mond, bár döntésében a hála vezérli, nem az érzelmei. Egyetlen kérése van: azt szeretné, ha Zófi mama és Athalie vele maradhatnának, mint nevelő anyja és testvére. Timár meghatódik menyasszonya jószívűségén. Felajánlja, hogy ő kifizeti Athalie hozományát, hogy a Brazovics lány is hozzámehessen szíve választottjához. Ennyi jóság már Zófi mamát is meghatja, Athalie azonban ridegen visszautasítja a nagylelkű ajánlatot. Kijelenti, hogy se életében, se holtában nem kíván Kacsuka úr felesége lenni. A házban pedig a továbbiakban Tímea cselédjeként fog élni. Timár és Tímea esküvője pompásan sikerül, a meghívott vendégek el vannak ragadtatva a menyasszony szépségétől. Tímea négyszemközt megígéri Timárnak, hogy hűséges és engedelmes felesége lesz, hiszen hálával tartozik neki. A „szerelem” szót azonban nem ejti ki a száján. Timár nem akar erőszakosan közeledni a feleségéhez, időt ad neki, hogy elfogadja őt férjként is. Egyik este azonban véletlenül meghallja, amint Tímea arról kérdezi Athalie-t, vajon a mennyországban megtalálja-e azt, akit szeret, vagy ott is azé lesz-e, akihez hozzáment. Timár úgy dönt, egy időre elutazik. Titkos szekrénykéjének kulcsát véletlenül az íróasztalán felejti. A Senki szigetén Teréza mama és Noémi boldogan fogadják a kedves vendéget. Timár azt mondja, hogy sokáig fog maradni, mert senki nem várja őt. Hamarosan újra megjelenik Krisztyán Tódor. Megkísérli újra megzsarolni Teréza mamát, ám Timár közbelép. Kijelenti, hogy ő már megelőzte a szélhámost, és bejelentette a szigetet mind az osztrák, mind a török kormánynak, és 90 évre megszerezte a tulajdonjogot a mostani lakók számára. Krisztyán ingerülten elrohan. Később Timár életére tör, megpróbálja lelőni. A merénylet nem sikerül. Timár nem akar bosszút állni, inkább megkísérli eltávolítani a bajkeverő férfit Noémi közeléből. Ajánlólevelet és pénzt ad neki, hogy eljusson Brazíliába, ahol jövedelmező állást kaphat egyik üzlettársánál. Ehhez azonban azonnal el kell utaznia. Noémi szeretné, ha Mihály örökre ottmaradna vele a szigeten, ám ezt a férfi még nem teheti meg. Az „aranyember”-t Komáromban Tímea fogadja az üzleti elszámolásokkal. A fiatalasszony mindenben férje érdekeinek megfelelően járt el. A hálás férfi a feleségének egy olyan nyakláncot ajándékoz, amely Tímea édesanyját ábrázolja. Azt állítja, külföldön vásárolta. Tímea boldogan fogadja az ajándékot, Timár pedig újabb ékszereket szór elé: valójában azokat az értéktárgyakat, melyek Ali Csorbadzsi örökségéből valók. Athalie Timár értésére adja, hogy nemcsak az aranyember, hanem Tímea titkairól is tud egy és mást, de a részletekről egyelőre nem akar beszélni. Timár egy levélből értesül arról, hogy Krisztyán Tódor sikkasztott és váltót hamisított, emiatt már elhagyta Brazíliát.

Timár Mihály és Tímea esküvője (Csorba András és Béres Ilona)

Az aranyember visszatér a Senki szigetére, ahol nem várt meglepetés fogadja: Noémi világra hozta gyermeküket, akit Dódinak nevezett el. Teréza mama örül a fiatalok boldogságának és annak, hogy ezt még megérhette. Rövidesen meghal. Timár elutazik, immár utoljára, hogy végleg tisztázza otthoni ügyeit, és megtisztulva térhessen vissza. Ezalatt egy komáromi kocsmában a részeg Krisztyán Tódor nemcsak Timárt becsmérli nyilvánosan, hanem Tímeát is. Kacsuka párbajra hívja a férfit. Krisztyán azonnal kardot ránt, ám az összecsapásban ő marad alul. Otthon Timárt Athalie fogadja. A lány egy titkos rejtekhelyet mutat neki, ami Tímea szobájába vezet. A Szent György-kép mögül észrevétlenül ki lehet figyelni és hallgatni, ami a szobában lejátszódik. Tímea éppen Kacsukát fogadja. A tiszt beszámol a párbajról. Arra kéri Tímeát, fordítson hátat a vagyonnak, és legyen az ő felesége. A fiatalasszony azt feleli, hogy nem teheti meg, mivel férje mindig jó volt hozzá, akkor nyújtott kezet felé, amikor mindenki gúnyt űzött belőle. Soha nem hagyná el őt. Timár felzaklatva hagyja el a rejtekhelyet, szörnyetegnek nevezi Athalie-t, és távozik a házból. Balatonfüredi házába megy, ahol levelet ír Tímeának. Váratlan látogató zavarja meg: Krisztyán Tódor. A férfi gályarabságból szökött. Tolvajnak, sőt gyilkosnak nevezi Timárt, aki megölte Ali Csorbadzsit, hogy hozzájusson a vagyonához. Tiszta ruhát, pénzt és főleg a Senki szigetét akarja. Egy óvatlan pillanatban megszerzi Timár puskáját is. Nemcsak azzal, hanem különféle levelekkel is fenyegeti, amelyeket a török és az osztrák kormánynak, Tímeának és Noéminek írt. Timár mindent hajlandó megadni a kalandornak, csak a szigetet nem. Amikor Krisztyán gúnyosan megígéri, hogy jó férje lesz majd Noéminek, és szerető apja a kis Dódinak, az aranyember a zsarolóra támad, és kilöki a házából. Nem sokkal később Krisztyán segélykiáltásait hallja: a férfi alatt beszakadt a Balaton jege.
Letelik a gyászév, hiszen Komáromban mindenki abban a hitben van, hogy a Balatonba fulladt férfi Timár Mihály volt, hiszen az ő ruháit viselte. Zófi mama felkeresi Kacsukát, és arról panaszkodik, milyen magányosan élnek Timár úr halála óta házának asszonyai. Szegény Tímeát is lassan elemészti a bánat. Az öregasszony szavai termékeny talajra hullanak: Kacsuka úr rövidesen tiszteletét teszi a házban, ahol hamarosan már a fiatal özvegy újabb házasságára készülődnek. Athalie a nagy nap előtti estén gyerekírással írt levelet hoz Tímea szobájába, a fiatalasszony azonban másnapra halasztja a levél elolvasását. Előkerül az a bizonyos fátyol is, melyet valaha Tímea hímzett, és a tiszt jelenlétében megismétlődik a néhány évvel korábbi jelenet: ezúttal a ház jelenlegi úrnője szidja meg cselédjét az ügyetlenkedése miatt. Tímea ugyan rögtön bocsánatot is kér Athalie-tól, ám a lány szó nélkül elrohan. Éjszaka Athalie a rejtekajtón keresztül beoson Tímea hálószobájába. Kihúzza a lány párnája alól azt a törött kardot, amelyet Tímea Kacsuka lovagias viselkedésének emlékére őriz. Le akar sújtani vele az alvó Tímeára, aki azonban felébred, és az utolsó pillanatban sikerül elkerülnie a döfést. Dulakodás kezdődik, Tímea felismeri a támadóját. Segélykiáltásaira Zófi mama az ablakból fellármázza az utcát. Az őrjárat katonái Kacsuka úr vezetésével azonnal behatolnak a házba. Tímeát aléltan találják a hálószoba padlóján. Senki nem tudja, mi történhetett, hiszen a szoba belülről volt bezárva, idegen tehát nem juthatott be.

Élet-halál harc (Béres Ilona és Krencsey Marianne)

Az egyik tiszt elolvassa az asztalon felejtett levélkét, melyet utána átad Kacsukának. A levél írója felfedi a rejtekajtó titkát. Kacsuka azonnal meggyőződik arról, hogy a titokzatos levélíró igazat mondott. Nemcsak a rejtekajtót találja meg, hanem a titkos helyen Athalie véres köntösét is. A lányt azonnal a szobába rendelik. Athalie eleinte mindent tagad, hiszen Tímea nem nevezte meg őt a támadójaként. Ekkor azonban megmutatják neki a levelet. Athalie immár csak szavakkal támadhat Tímeára. Megkérdezi, hogy miért nem árulta el, ki volt a támadója? Azért, hogy újra megalázza őt a nagylelkűségével? Büszkén kijelenti, hogy ő volt a merénylő, és sajnálja, hogy nem járt sikerrel. Mielőtt elvezetnék, beteljesíti bosszúját: megesküszik arra, hogy a rejtekajtó titkát csakis Timár Mihálynak árulta el, aki másnap vízbe fulladt. Ha a titkot most írta meg valaki, akkor az azt jelenti, hogy Timár él, és bármikor visszatérhet. Ennek tudatában legyen boldog Tímea Kacsukával, ha tud.
A Senki szigetén Mihály boldogan él Noémivel és kisfiával, akinek már soha többé nem kell levelet írnia Komáromba. Apa és fia egy Szent Borbálának elnevezett játékhajót engednek a vízre…
|  | Itt a vége a cselekmény részletezésének! |

## Az irodalmi mű
Jókai Mór egyik legnépszerűbb regényének alapötlete az író szerint a nagynénjétől, Szűcs Lajosnétól származik. Az asszony Jókai nagyanyjának volt a nővére, aki gazdagon ment férjhez. Az 1870-es években a budapesti társasági élet népszerű és köztiszteletnek örvendő tagjaként élénk jótékonysági tevékenységet folytatott. Egy alkalommal Szűcsné és Jókai együtt utaztak a Kisfaludy gőzösön Balatonfüredről Siófokra, amikor félelmetes vihar csapott le a Balatonra. Az utasok a kabinjaikba menekültek, csupán Szűcsné és az író maradtak a fedélzeten. Az asszony elmesélt egy történetet egy fiatal özvegyről, akinek egy katonatiszt udvarolt. Az özvegyasszony társalkodónője ennek a tisztnek volt a korábbi kedvese. A drámai eseményekben fontos szerep jutott még a társalkodónő édesanyjának. Szűcsné állítólag valamennyiüket ismerte személyesen is. Jókai a hallott történetből – amelyet a regény drámai csúcspontjává tett – és szereplőiből kiindulva építette fel Az arany ember cselekményét, amelyhez természetesen újabb fordulatokat és személyeket alkotott. A címszereplő figuráját alighanem a dúsgazdag Domonkos János ihlette, akinek temetésén az író még gyerekként vett részt. Ugyanakkor Timár Mihály alakjában Jókai saját magánéleti problémáit is megfogalmazta. Akkoriban megromlott házassága a nála idősebb feleségével, Laborfalvi Róza színésznővel. 1870 tájékán az író beleszeretett a gyámleányába, Ottiliába, akit naponta felkeresett Arácson. A Senki szigetén játszódó fejezeteket e gyakori látogatások időszakában írta, tulajdonképpen gyámleányát örökítette meg Noémi alakjában. A titkos szerelem szomorúan ért véget: Ottilia tüdőbajban elhunyt. A magánéleti gyötrődéseken túl Jókai Timár személyén keresztül írta meg vonzódását a Balaton szépségei és a csillagok csodái iránt is. (A regény legbecsesebb részei közé tartoznak az érzékletes tájleírások.) Gyermekkori élménye volt a dunai hajózás világa, ezért ebbe a közegbe helyezte a cselekmény egyik szálát. Kisfiúként hallotta a „nagyokat” a telekspekulációkról beszélgetni, és ezt a motívumot szintén beleszőtte a történetbe. A Komáromban töltött évek hatására választotta a várost Az arany ember egyik helyszínéül.
A főszereplő nem csupán hűség és szerelem között őrlődik, hanem megtestesít egy másik dilemmát is, hogy sikerül-e a felvilágosult polgárság eszményeit megvalósítani a korai magyarországi kapitalizmus világában. A kapitalizálódás folyamata, a polgárság előtérbe kerülése lényegében a kiegyezést követően indult meg Magyarországon, és a dinamikusnak mondható fejlődés érthető optimizmussal párosult. Éppen ezért figyelemre méltó, hogy ebben az optimista légkörben Jókai szemléletmódja valójában mennyire pesszimista. Timár Mihály személye mintegy megelőlegezi a 20. század irodalmának – és filmművészetének – önmagával vívódó hőstípusát és egyik leggyakoribb témáját, az elidegenedést. A Fekete gyémántok főszereplőjével, Berend Ivánnal ellentétben a szintén tőkés vállalkozó Timár Mihály életpályája az önmagával való meghasonulás felé vezet. A tisztességtelen úton szerzett vagyon átformálja Timár jellemét, és egyre súlyosabb lelkiismereti problémákat okoz neki. Lopással jutott pénzhez, hatalomhoz és tekintélyhez, és mindezt csak szüntelen képmutatással tudja megőrizni. Őszintén vonzódik ugyan Tímeához, önző módon azonban nem veszi észre, hogy csupán a jótéteményeivel köti maga mellé a lányt, aki valójában egy másik férfit szeret. Szerencsére Timár tiszta, egyenes jellemét a kapitalizmus rideg világa még csak kikezdte, de nem torzította el véglegesen. Vagyon és boldogság közül végül az utóbbit választja – igaz, egy utolsó hazugság árán: kihasználja Krisztyán Tódor halálát, mivel a férfi az ő ruháját viselve fulladt vízbe. Emiatt az emberek azt hiszik, hogy Timár halt meg. A gazdag főhős mindenét hátrahagyva a Senki szigetére távozik, hogy Noémivel élje le hátralévő életét. Tímea mégsem lehet boldog visszanyert szabadságával: a gonosz Athalie, miután sikertelenül megpróbálta megölni őt, az arcába vágja, hogy csak Timár ismerte a rejtekajtó titkát, vagyis az „arany ember” él, ezért Tímea sohasem lehet boldog Kacsukával. Timár Mihály történetével Jókai lényegében azt sugallja, hogy a felvilágosodás és a reformkor nagy eszméi valójában megvalósíthatatlanok az 1870-es évek Magyarországán, e nemes ideákat csakis olyan emberek válthatják valóra, akik számára semmit nem jelent a pénz és a civilizáció fogalma.
Az arany embert először A Hon című hírlap közölte folytatásokban: az első rész 1871-ben jelent meg, az utolsó folytatás a következő évben. A történetet 1872-ben adták ki először könyv formájában. 1960-ig bezárólag – az utánnyomásokat nem számolva – 21 magyar nyelvű kiadása jelent meg, ebből 8 kiadás 1945 után. Külföldön is sikert aratott: többször megjelent angol, német, cseh, dán, észt, finn és lengyel nyelven, de volt belőle olasz, orosz, örmény, román, szerb, spanyol és svéd nyelvű kiadás is. Jókai maga is tudott két angol nyelvű kiadásról: az egyik a Timars two worlds (Timár két világa), a másik a Modern Midas (Modern Midász) címet viselte. Az író 1884-ben színpadra dolgozta át a történetet. A darab az 1800-as évek végének legnagyobb sikere lett a Nemzeti Színházban, több mint 150-szer adták elő. A században különféle átdolgozásokban került színpadra. Összesen három filmváltozata készült jeles alkotók rendezésében.

### Senki szigete
A Senki szigete a valóságban nem létezett, de volt valós modellje. Jókai a regényhez írt Utóhangokban azt írta, hogy Frivaldszky Imre természettudóstól értesült egy dunai szigetről, amely tudomása szerint az 1860-as években hivatalosan nem tartozott se Magyarországhoz, se Törökországhoz. A korabeli magyar térképeken Új-Orsova néven szerepelt Ada Kaleh szigete, amely az Al-Dunán helyezkedett el Orsova és a Vaskapu-szoros között. Törökök és mozlimok lakták, akik adómentesek voltak, és felmentést kaptak a hadkötelezettség alól is. Dohány-, szőlő- és rózsatermesztéssel foglalkoztak. A magyar, a szerb és a román határ közelsége miatt azonban a szigetlakók egy kevésbé tisztességes, de igen jövedelmező foglalkozást is űztek: csempészkedtek. 1716-ban az addig török fennhatóságú terület az osztrákokhoz került, ők építették az erődöt. Törökország nem hagyta annyiban a dolgot, és évtizedekig tartó viszály kezdődött Ada Kaleh birtoklásáért. 1878-ban a Berlini kongresszus az Osztrák–Magyar Monarchiának ítélte a szigetet, amely Trianon után Romániához került. A vaskapui vízerőmű gátjának építése vezetett Ada Kaleh pusztulásához. A szigetet kiürítették. A lakosok többsége Temesvárra költözött, egyesek Bukarestbe mentek, néhány család pedig visszatelepült Törökországba. Az osztrák erőd egy részét lebontották, és a közeli Şimian-szigetre szállították. A temetőből is átvittek néhány díszesebb sírkövet. Ezután elárasztották a völgyet, és Ada Kaleh 1972-ben víz alá került.

### A korábbi filmváltozatok

#### A némafilm
Az arany ember első filmváltozatát 1919-ben mutatták be Korda Sándor rendezésében, aki később Alexander Korda néven a brit filmipar fellendítésében játszott kulcsszerepet. Érdemei elismeréséül az angol királynő lovaggá ütötte. Korda filmje különösen becses darabja a magyar filmtörténetnek, mivel a hazai némafilmállomány mintegy 90%-a az évek folyamán megsemmisült vagy elveszett, és a rendező Magyarországon forgatott alkotásai közül ez az egy maradt fenn vetíthető állapotban. Az eredetileg három felvonásból (48, 41 és 55 perc) álló filmnek egy 61 perces változatát sikerült megmenteni. A forgatókönyvet Vajda László írta, a produkció a Corvin Filmgyár égisze alatt készült fekete-fehérben. A külső felvételeket az Al-Dunán vették fel. A filmtörténeti legendák szerint a vége felé közeledő első világháború lövedékei röpködtek a stábtagok feje fölött. Timár Mihály szerepét Beregi Oszkár játszotta, Makay Margit volt Tímea, Berky Lili Athalie, Lenkeffy Ica pedig Noémi. Horváth Jenő és Demjén Mari alakították a Brazovics házaspárt, Fáy Szeréna formálta meg Teréza mamát, Rajnai Gábor Krisztyán Tódort, Szőreghy Gyula pedig Ali Csorbadzsit. Magyar Róza szerint a Korda-film állja az összehasonlítást a korszak külföldi alkotásaival. A színészek játékstílusa már a hangosfilmet előlegezi meg. Különösen figyelemre méltó Makay Margit alakítása, amely mentes a némafilmekre jellemző eltúlzott mimikától. A Magyar Filmunió megbízásából a felújított kópiához kísérőzene készült.

#### Az első hangosfilm
Szintén rangos stábbal forgatták az 1936-ban bemutatott változatot, amely már hangosfilm volt, de még mindig fekete-fehér. A Hunnia Filmgyár megbízásából Gaál Béla, a Meseautó alkotója rendezte a Jókai-mű második filmváltozatát. A forgatókönyvet Hevesi Sándor írta. Tímár Mihályt a második világháború után háborús bűnösként börtönbüntetésre ítélt Kiss Ferenc alakította. Tímeát Kormos Mária, Athalie-t Mezey Mária, Noémit pedig Egry Mária játszotta. Csortos Gyula formálta meg Brazovics Atanázt, Sziklay Szeréna a feleségét. Teréza mama szerepében Füzess Annát láthatta a közönség, Krisztyán Tódort Uray Tivadar, Ali Csorbadzsit Petheő Attila keltette életre. A hangosfilmverzió megérdemelt sikert aratott, és fennmaradt az utókor számára is.

### A színes film
A Jókai-regény harmadik filmváltozatát Gertler Viktor (1901–1969) forgatta. Keleti Márton és Bán Frigyes mellett Gertler számított az 1945 utáni magyar filmgyártás legjelentősebb mesteremberének. 16 filmet rendezett, köztük olyan nagy sikerű alkotásokat, mint a Díszmagyar (1949), az Állami áruház (1952), az Én és a nagyapám (1954) és A Noszty fiú esete Tóth Marival (1960). A második világháború után kinevezték a Hunnia Filmgyár igazgatójává. Az arany ember második hangos- és első színes filmváltozata a Hunnia produkciójában készült. Ez volt a magyar filmgyártás történetének első szélesvásznú alkotása, a forgatáshoz szükséges kamerákat Svédországból kölcsönözték. Valószínűleg a külföldi piacra gondolva forgattak anamorf eljárással, hiszen Magyarországon akkoriban nemigen volt szélesvásznú filmek vetítésére alkalmas mozi. A szereposztás igazán pazar: Gertler mesteremberhez méltó módon választotta ki a fontosabb szerepekre a már elismert, jelentős színészeket és a tehetséges fiatalokat. Egyedül a címszerepre szerződtetett Csorba Andrással voltak elégedetlenek bizonyos kritikusok. Szerintük az erdélyi színész kicsit színtelen és egysíkú Timár Mihály volt, és ezt a kiváló teljesítményt nyújtó hazai gárda mellett nem lehetett nem észrevenni.
Az aranyember forgatókönyvét maga a rendező írta. Természetesen szükség volt a regény cselekményének lerövidítésére, melynek köszönhetően néhány szereplő jelentősége a filmben kissé háttérbe szorult. Ilyen figura például Fabula János kormányos, akit a filmben Basilides Zoltán alakított. A regényben Fabula határozott ellenszenvvel viseltetik a Szent Borbálán utazó Tímea iránt: „Azt a lányt is a veszedelem hozta ide. Amióta a hajómra lépett, mindig felszél fúj. […] Olyan fehér, mint valami lélek, s összeérnek a szemöldökei, mint a boszorkánynak…” Később őt okolja a Szent Borbála elsüllyedéséért, és semmit nem hajlandó tenni a lány megmentéséért. Fabula később is felbukkan, a történet vége felé ő lesz Athalie második vőlegénye, akihez a lány – legalábbis látszólag – hajlandó férjhez menni. A filmből hiányoznak ezek a motívumok, Fabula csupán egy másodlagos jelentőségű mellékszereplő. Zófi mama a filmváltozatban – Gobbi Hilda megformálásában – afféle locsogó, pletykás, de ártalmatlan vénasszony, ellentétben a regénnyel, ahol egyértelműen negatív figura, igazi intrikus. Ő szorgalmazza, hogy Tímeával cselédként bánjanak, noha maga Brazovics legalább a látszat érdekében valóban a saját lányaként akarná kezelni őt. Később azon mesterkedik, hogy Tímeát összeboronálja Kacsukával, Athalie-t pedig Fabulával, persze úgy, hogy a végén ő járjon jól. A regénybeli Athalie-ban már akkor felmerül Tímea megölésének gondolata, amikor hazatér titkos esti találkájáról Kacsukával. A könyvből részletesen kiderül, hogy Krisztyán Tódor kapcsolatban állt Brazoviccsal, és az is, hogy Brazovics hogyan tette földönfutóvá Teréza mamát. Zófi mama letaszította házuk lépcsőjéről a segítségért könyörgő Terézát és a gyermek Noémit, tette mindezt az akkor ötéves Athalie gúnyos kacajától kísérve. A legjelentősebb eltérés a történet befejezésében van: Tímea a könyvben feleségül megy ugyan Kacsukához, de boldogtalanul éli le az életét. A börtönbe zárt Athalie még 40 évvel később is Tímea megölésével fenyegetőzik, noha egykori riválisa addigra már halott. Az olvasó megtudja azt is, hogy Ali Csorbadzsi nagy vagyona semmivé foszlott: Tímea és Kacsuka egyetlen gyermeke elherdálta a javakat, és az unoka éppen egy Timár Mihály által létrehozott jótékonysági alapítvány könyöradományából él. A regény utolsó fejezetében az író elmeséli a Senki szigetén tett látogatását, valamint találkozását a megöregedett „arany ember”-rel és Noémival, akik boldogan élték le az életüket egymás mellett. A filmváltozat nem számol be a főszereplők további sorsáról, csupán sejteti a későbbi történéseket. Kimaradt a filmből a regény elejének egyik izgalmas epizódja is a Szent Borbála felé sodródó, elszabadult vízimalommal. A regényben Ali Csorbadzsi még élt a Senki szigetén tett első látogatáskor, a filmben addigra már meghalt. Gertler számos egyéb változtatást eszközölt még, ennek ellenére a kritikusok többsége úgy véli, a harmadik filmváltozatnak sikerült a legjobban visszaadnia a Jókai-mű hangulatát, érzelemvilágát és mondanivalóját.

## Érdekességek
- Krencsey Marianne az új évezredben a Filmkultúra online változata[6] számára úgy nyilatkozott, hogy Athalie az egyik legkedvesebb szerepe volt, mivel a sok szende szőkeség után végre egy gonosz bestiát játszhatott. A rendszerváltást követően elhangzottak olyan vélemények is, hogy a kommunista rendszerrel nem szimpatizáló népszerű színésznőt valójában ellenszenvessé akarták tenni a közönség előtt azzal, hogy olyan negatív szerepeket osztottak rá, mint Athalie. A művésznő 1966-ban orvos férjével külföldre távozott, és az Amerikai Egyesült Államokban telepedett le. Színésznői pályafutását nem folytatta, de igyekezett figyelemmel kísérni a hazai kulturális életet. A rendszerváltás után rendszeresen hazalátogatott, életrajzi könyve is megjelent.
- Pécsi Ildikó egy könyvben[7] azt nyilatkozta, hogy férje, Szűcs Lajos labdarúgó először Az aranyemberben látta meg őt, és akkor határozta el, hogy feleségül veszi. 1969-ben kötöttek házasságot, amely tartósnak bizonyult.
- A MOKÉP az új évezred elején DVD-n adta ki a filmet. Bár adott volt a lehetőség arra, hogy a film több fontos női szereplőjét (Komlós Juci, Béres Ilona, Pécsi Ildikó és Krencsey Marianne), illetve a férfi főszereplők közül Bárány Frigyest visszaemlékezésre kérjék fel, ismeretlen okokból erre nem került sor.[8] A DVD egyik extrájában hazai hírességek nyilatkoznak arról, miért jelentett élményt számukra Az aranyember harmadik filmváltozata.
- A film végén látható hajómodell később a barcsi helytörténeti múzeumba került.[9]

## Szereplők
- Csorba András (Timár Mihály)
- Béres Ilona (Tímea)
- Krencsey Marianne (Athalie, Brazovics lánya) (Krencsey Mariann néven)
- Greguss Zoltán (Brazovics Atanáz)
- Gobbi Hilda (Zófi mama, Brazovics felesége)
- Bárány Frigyes (Kacsuka Imre)
- Pécsi Ildikó (Noémi)
- Komlós Juci (Teréza mama)
- Latinovits Zoltán (Krisztyán Tódor)
- Szabó Ernő (Ali Csorbadzsi)
- Kovács Károly (miniszter)
- Barsy Béla (Sándorovics Cirill)
- Basilides Zoltán (Fabula János, a kormányos)
- Ágh Éva (Timár Mihálynak a kitüntetése alkalmából gratuláló fiatalabb nő)
- Ambrus András
- Andrási Ilona
- Bárány Péter
- Csóka Béla
- Ferencz László
- Gáti Pál
- Gonda György
- Gyenge Árpád
- Hlatky László
- Kormos Ilonka
- Molnár Edit
- Peti Sándor
- Prókai István
- Romhányi Rudolf
- Sándor Böske
- Sarlai Imre
- Siménfalvy Sándor
- Somogyi Nusi
- Surányi Imre
- Velenczey István